# کریستی مارتین
کریستین رنه سالترز (انگلیسی: Christine Renea Salters؛ با نام پیشین مارتین؛ زادهٔ ۱۲ ژوئن ۱۹۶۸) با لقب «دختر معدنچی زغال‌سنگ»، بوکسور حرفه‌ای سابق، تحلیل‌گر مسابقات بوکس و سخنران انگیزشی اهل ایالات متحده آمریکا است. او بین سال‌های ۱۹۸۹ تا ۲۰۱۲ در رقابت‌های حرفه‌ای بوکس حضور داشت و در سال ۲۰۰۹ عنوان قهرمانی دستهٔ فوق‌میان‌وزن زنان شورای جهانی بوکس را به دست آورد. مارتین نخستین بوکسور زنی بود که در سال ۲۰۱۶ به تالار افتخارات بوکس نوادا راه یافت. همچنین در سال ۲۰۲۰، که نخستین سالی بود که زنان در فهرست رأی‌گیری قرار گرفتند، به تالار بین‌المللی مشاهیر بوکس نیز وارد شد.

## زندگی اولیه
مارتین با نام کریستی رنه سالترز در ۱۲ ژوئن ۱۹۶۸ در مالن، ویرجینیای غربی، ایالات متحده به دنیا آمد. او دوران دبیرستان را در دبیرستان مالن گذراند.
در کودکی در رشته‌های مختلف ورزشی از جمله بیسبال در لیگ نوجوانان و بسکتبال در سطح ایالتی فعالیت داشت. به گفتهٔ خودش، از دوران «پنجم یا ششم دبستان» نسبت به گرایش همجنس‌گرایانه‌اش آگاه بوده است. او در دوران دبیرستان با هم‌تیمی بسکتبالش، شری لاسک، وارد رابطه شد؛ رابطه‌ای که با مخالفت والدینش همراه بود. مارتین با دریافت بورسیهٔ ورزشی در رشتهٔ بسکتبال، وارد کالج کنکورد در آتن، ویرجینیای غربی شد و در نهایت مدرک کارشناسی در رشتهٔ آموزش و پرورش دریافت کرد.
او در کتاب خاطراتش با عنوان نبرد برای بقا عنوان کرده است که در کودکی توسط یکی از دوستان خانوادگی مورد سوءاستفادهٔ جنسی قرار گرفته است.

## تلاش برای قتل
در مارس ۲۰۱۰، کریستی مارتین از طریق شبکه‌های اجتماعی دوباره با دوست‌دختر دوران دبیرستانش، شری لاسک، ارتباط برقرار کرد. مدتی بعد، به همسرش اطلاع داد که قصد دارد از او جدا شود. در ۲۳ نوامبر ۲۰۱۰، کریستی مارتین هدف حملهٔ خشونت‌آمیزی از سوی همسرش، جیمز وی. مارتین ۶۶ ساله، قرار گرفت. او چندین بار با چاقو مجروح شد و دست‌کم یک گلوله نیز به قسمت بالاتنه‌اش شلیک شد. جیمز پس از این حمله، او را در خانه‌شان در آپوپکا، فلوریدا رها کرد تا جان دهد. گزارش شد که این حمله پس از مشاجره‌ای میان آن دو روی داد. با این حال، کریستی از این حمله جان سالم به در برد. در ۳۰ نوامبر ۲۰۱۰، جیمز مارتین پس از آن‌که اقدام به خودزنی کرد، بازداشت و به مرکز پزشکی منطقه‌ای اورلاندو منتقل شد. او سپس به زندان شهرستان اورنج انتقال یافت و به اتهام تلاش برای قتل عمد (درجه اول) و ضرب‌وجرح شدید با سلاح مرگبار تفهیم اتهام شد.
در آوریل ۲۰۱۲، هیئت منصفه جیمز مارتین را در تلاش برای قتل عمد (درجه دوم) گناهکار شناخت. دو ماه بعد، او به ۲۵ سال زندان محکوم شد. جیم مارتین در ۲۶ نوامبر ۲۰۲۴، هنگام گذراندن دوران محکومیتش در زندان گریس‌ویل واقع در گریس‌ویل، فلوریدا درگذشت.

## در فرهنگ عامه
در سال ۲۰۲۱، نتفلیکس مستندی با عنوان ناگفته: معامله با شیطان منتشر کرد که به زندگی حرفه‌ای و شخصی کریستی مارتین می‌پردازد. در سال ۲۰۲۴، اعلام شد که فیلمی زندگی‌نامه‌ای به نام کریستی دربارهٔ او با بازی سیدنی سوئینی در دست تولید است. فیلم‌برداری این فیلم در ماه‌های سپتامبر و اکتبر ۲۰۲۴ انجام شد و قرار است در نوامبر ۲۰۲۵ اکران شود.